# Crambus bidentellus
Crambus bidentellus là một loài bướm đêm trong họ Crambidae.